# Kadipur
Kadipur (hindî : काडिपुर) est une ville de l'État de l'Uttar Pradesh en Inde.